# HD209260
HD209260 — хімічно пекулярна зоря спектрального класу A0, що має видиму зоряну величину в смузі V приблизно  7,1.
Вона  розташована на відстані близько 643,3 світлових років від Сонця.